# Ararat (koniak)

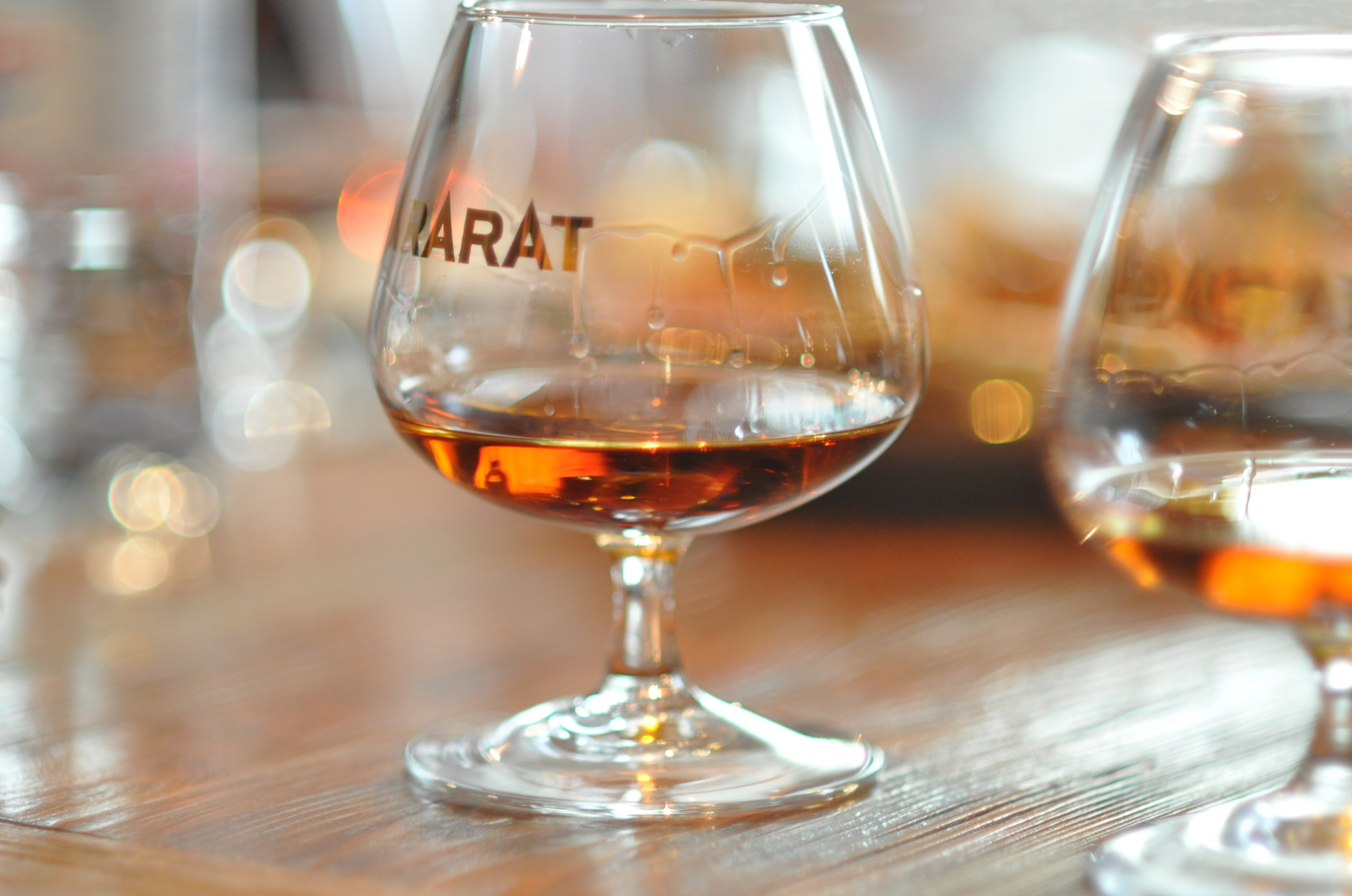
Koniak Ararat

Ararat (pisownia stosowana przez producenta: ArArAt) – rodzaj ormiańskiej brandy, produkowanej przez Erywańską Fabrykę Koniaków od 1887 roku. Wytwarzany jest według metody tradycyjnej z białych winogron.